# Евангелие Лютара

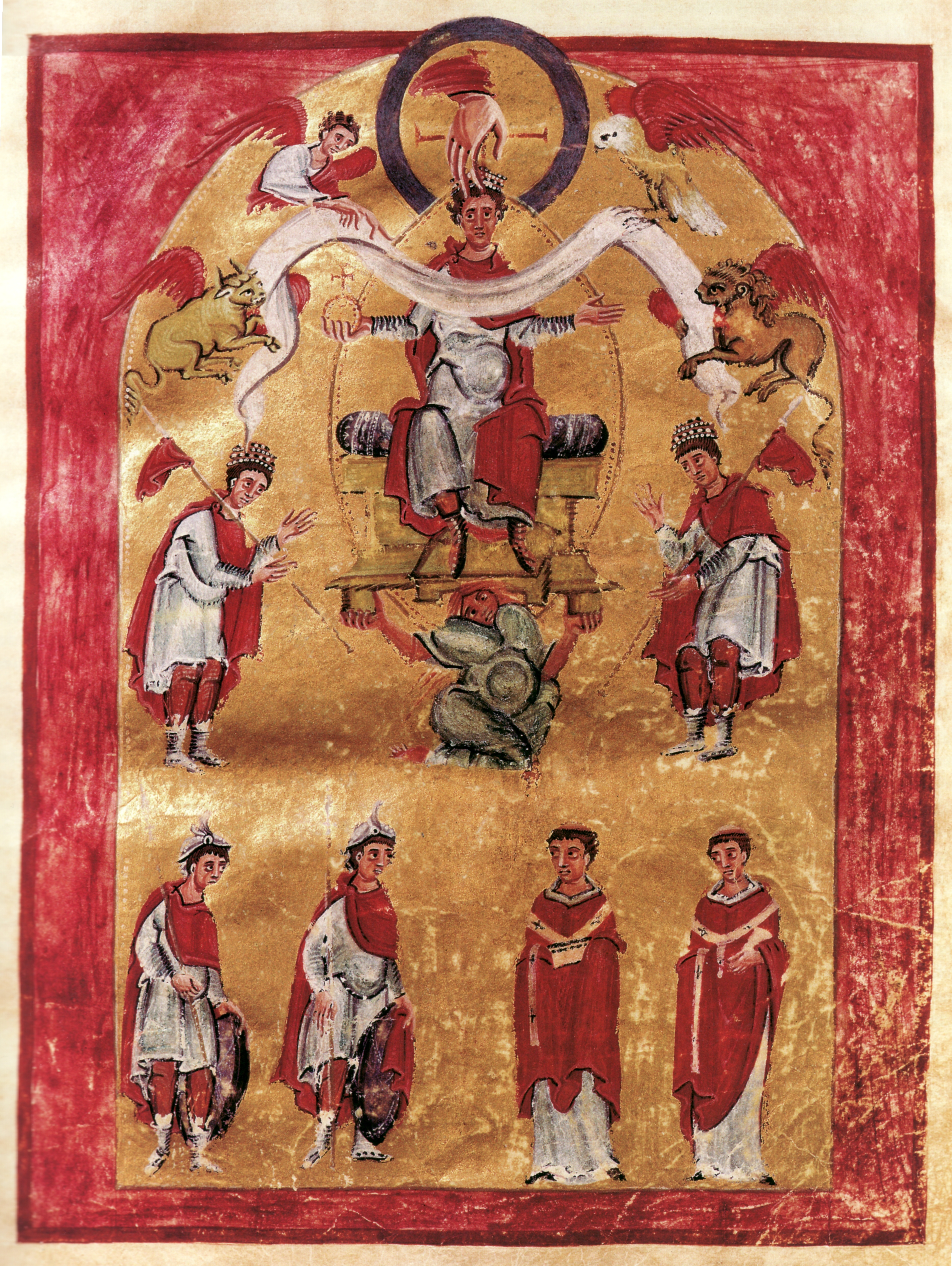
Император Оттон III на троне. Изображение из Евангелия Лютара.

Евангелие Лютара (нем. Liuthar-Evangeliar), также Евангелие Оттона III (нем. Evangeliar Ottos III.), также Оттоново Евангелие (нем. Ottonisches Evangeliar) — одно из главных произведений европейской церковной художественной рукописи (Hauptwerke der ottonischen Buchmalerei) периода императора Оттона III (конец X — начало XI вв.).
Художественно оформленная рукопись Евангелия названа по имени монаха Лютара из монастыря Райхенау. Этот монах руководил группой по написанию рукописей священного писания (называемой ныне «Художественной школой Райхенау» (Reichenauer Malschule), создавшей такие выдающиеся памятники церковной живописи, как Мюнхенское Оттоново Евангелие (Evangeliar Ottos III. (München)), Перикопа Генриха II и Бамбергский Апокалипсис (Bamberger Apokalypse).
Инновацией эпохи принято называть время создания данных произведений искусства в западноевропейской книжной миниатюре. В качестве основы (грунта) изображений стало применяться сусальное золото (Goldgrund).
В настоящее время Евангелие Лютара хранится в сокровищнице Ахенского собора (Aachener Domschatzkammer) (инв. № 25) и является одной из двух выставленных для музейного просмотра особо важных и ценных всемирно известных рукописных Евангелий (вместе с Ахенским Евангелием) (Schatzkammer-Evangeliar) времени каролинского ренессанса (Karolingische Buchmalerei). Вместе с девятью другими шедеврами Художественной школы Райхенау эти два уникальных манускрипта были внесены в 2003 году в список документов всемирного наследия Германии (Weltdokumentenerbe in Deutschland), находящихся под охраной ЮНЕСКО.